# イズマイール
イズマイール （ウクライナ語: Ізмаїл [izmɑˈjil/イズマイィール]；ウクライナ語ラテン文字表記の例: Izmayil；ロシア語及びブルガリア語: Измаил；ロシア語ラテン文字表記の例:Izmail；ルーマニア語: Ismail；トルコ語: İşmasıl 、Hacidar、Ismail）は、ウクライナ・オデッサ州の都市。ドナウ川に近い歴史ある都市である。 
イズマイールは、ドナウ・デルタ最大のウクライナの港である。食品加工業の中心であり、人気のある観光地でもある。また、ウクライナ海軍と、ウクライナ国家国境庁沿岸警備隊の基地がある。WWFが運営する自然公園が近接している。
現在の人口はおよそ85,000人と概算される。そのうちロシア系住民が43.7％で、ウクライナ人が38％、ベッサラビア・ブルガリア人が10％、モルドバ人が4.3％である。

## 歴史
イズマイールの要塞は、12世紀にジェノヴァ共和国の商人らによって建設された。14世紀に短期間だけイズマイールはワラキアに属した。ドナウ北岸領土がバサラブ家（en:House of Basarab、ワラキア公を輩出した）の所領となったのである（バサラブという名が、ベッサラビアの由来となった）。町は最初、オスマン帝国の大宰相（en:Grand Vizier）から派生したシュミル（Şmil）であった。オスマン語の特徴であるiが付け足されている。 
14世紀終わりから、イズマイールはモルダヴィア支配下に入った。1484年、オスマン帝国がワラキア、モルダヴィアを攻め、黒海に近い部分を軍直轄領（1538年まで直接支配）とした。この時から16世紀初めまで、ブジャク地方にオスマン帝国の要塞が築かれた。1569年、スルタン、セリム2世が、自身に従属するノガイ人（北カフカース出身）を定住させた。
1770年、ロシア帝国の将軍ニコライ・レプニーン（en:Nicholas Repnin）がイズマイール要塞を攻略後、2度と陥落しないようオスマン帝国により徹底して再強化された。スルタン自慢の要塞は難攻不落であるとされた。しかし露土戦争（1787年-1792年）の最中、ロシア帝国軍司令官アレクサンドル・スヴォーロフが1790年12月22日に急襲した。要塞内部に立てこもったオスマン帝国軍は、ロシアからの最後通牒を受けて、屈服した。この敗北はオスマン帝国の悲劇的結末であり、ロシア側はこの地で初めて国歌Grom pobedy, razdavaysya!を歌ったのである。

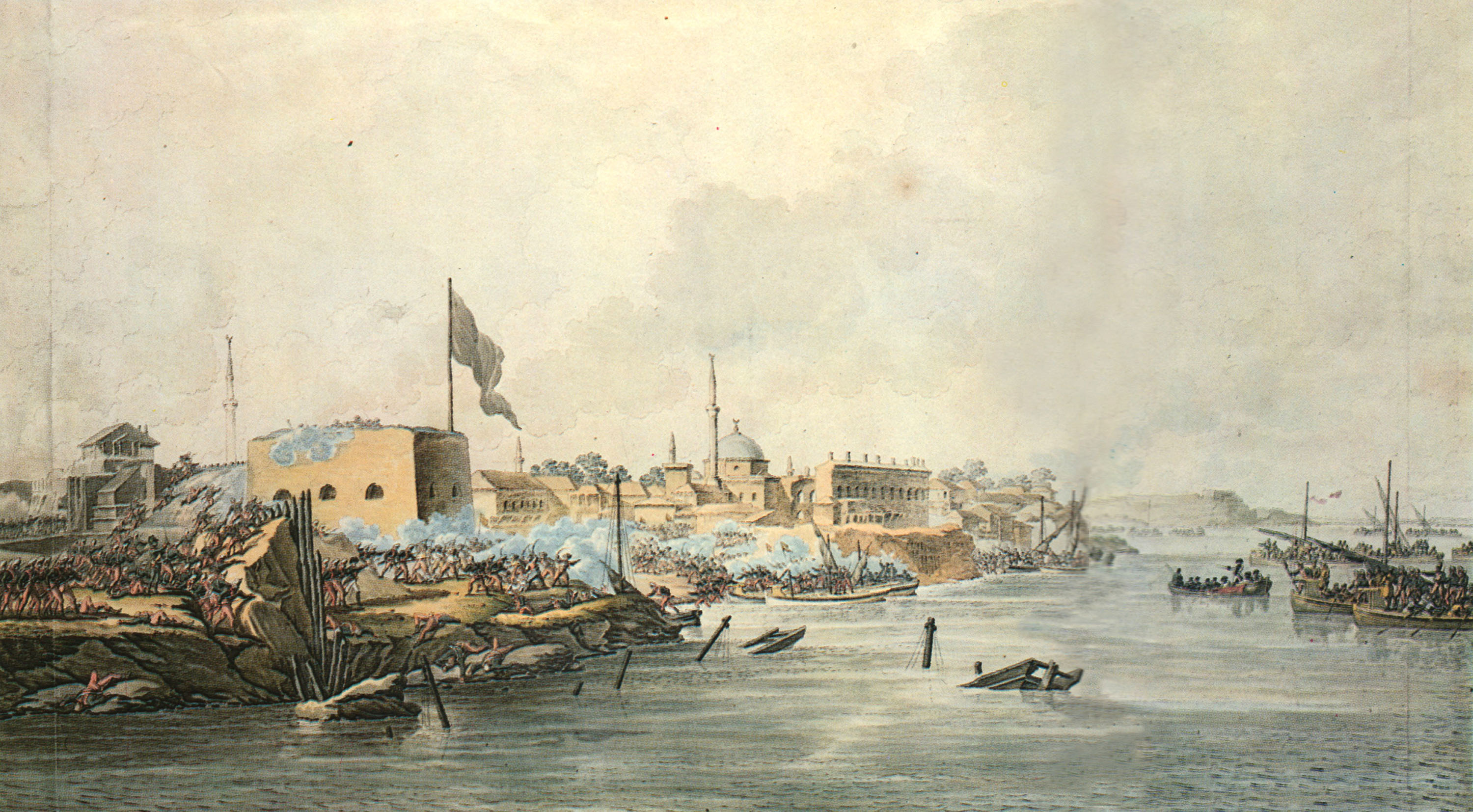
イズマイールの戦い

1791年、アレクサンドル・スヴォーロフはイズマイール陥落を女帝エカチェリーナ2世に報告した。イズマイールに住むムスリムたちは、女も子供も容赦なく、家から家、部屋から部屋へと強襲された。3日間の統制の効かない虐殺で、40,000人ともいうトルコ人が殺され、数百人が囚われの身となった。スヴォーロフは虚勢をはり、のちにイギリス人旅行者に対し、『虐殺が起こったとき、私は自分のテントへ行ってむせび泣いた。』と語った。
戦後、イズマイールはオスマン帝国へ返還されたが、ロシア軍は1809年9月14日に取り戻した。1812年のブカレスト条約でベッサラビアとともにイズマイールはロシア帝国に併合された。町はそれから再建された。大聖堂（1822年-1836年）、救世主降誕教会（1823年）、聖ニコライ教会（1833年）など、多くの建物がこの時代に建てられた。イズマイール最古の建物は、小さなモスクで、15世紀か16世紀に建てられた。モスクは1810年に教会に変えられ、現在は1790年のイズマイール急襲を記念する博物館となっている。

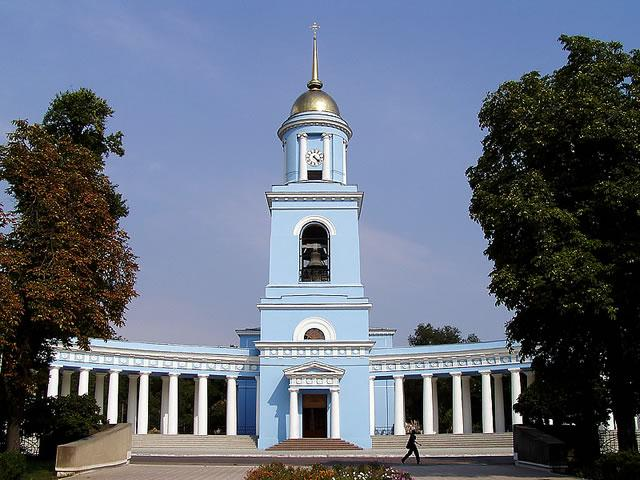
大聖堂

ロシアがクリミア戦争で敗退すると、町はモルダヴィア公国に併合され、すぐ後にドナウ公国（モルダヴィア＝ワラキア合同公国）の支配下に入った。ロシアは露土戦争（1877年-1878年）の後にイズマイールの支配を取り戻した。1918年にロシア帝国が崩壊した時には、ルーマニア軍に一時占領された。1918年から1940年まで、イズマイールはベッサラビアとともに、ルーマニア王国の一部であった。
第二次世界大戦中の1940年、再びイズマイールはソビエト連邦の赤軍に占領され、ウクライナ・ソビエト社会主義共和国に併合された。しかし、イズマイール周辺地域は、バルバロッサ作戦に派兵したルーマニア軍が1941年から支配した。1944年に奪回された後、ソ連時代には多くのロシア人とウクライナ人がイズマイールに移住し、次第に民族構成が変化していった。イズマイール州は1940年につくられ、1954年にオデッサ州と合併するまで、州都はイズマイールにあった。1991年8月24日から、イズマイールは独立したウクライナの一部となっている。
2023年8月1日、ロシアのウクライナ侵攻の過程で、港の施設がロシアの無人機により攻撃を受けた。

## 出身者
- ガリナ・チスチャコワ - 陸上競技選手
- ヴィターリ・コンスタンティノフ / Vitali Konstantinov - イラストレーター

## 参照
1. ↑  J. Goodwin, Lords of the Horizons, p. 244, 1998, Henry Holt and Company, ISBN 0-8050-6342-0
2. ↑  1930年のイズマイール人口のうち、20%がモルダヴィア人、59.3%がロシア人、6%がウクライナ人、また14.5%の少数民族がいた
3. ↑  “ロシア軍、ドナウ河川港を「意図的」な標的に”.   CNN (2023年8月3日). 2023年8月5日閲覧。